# (28815) 2000 JS17
2000 جاي أس 17 (ويعرف أيضًا باسم (28815) 2000 جاي أس 17 وفق تسمية الكوكب الصغير) (بالإنجليزية: 2000 JS17)‏ هو كويكب ضمن حزام الكويكبات؛ وترتيبه 28815 من حيث الاكتشاف.
اكتُشف هذا الجُرم الفلكي بواسطة بحث لنكولن عن الكويكبات القريبة من الأرض في 6 مايو 2000.

## وصلات خارجية
- (28815) 2000 JS17 في قاعدة بيانات مختبر الدفع النفاث لأجرام النظام الشمسي الصغيرة

- الاكتشاف · مخطط المدار ·  العناصر المدارية · المعلمات المادية

- (28815) 2000 JS17 على موقع ويكي سكاي: DSS2, SDSS, GALEX, IRAS, Hydrogen α, X-Ray, Astrophoto, Sky Map, Articles and images